# Andrzej Piszczatowski
Andrzej Wojciech Piszczatowski (ur. 22 października 1945 w Gdańsku, zm. 18 kwietnia 2011 w Warszawie) – polski aktor teatralny, filmowy i telewizyjny, reżyser teatralny.

## Życiorys

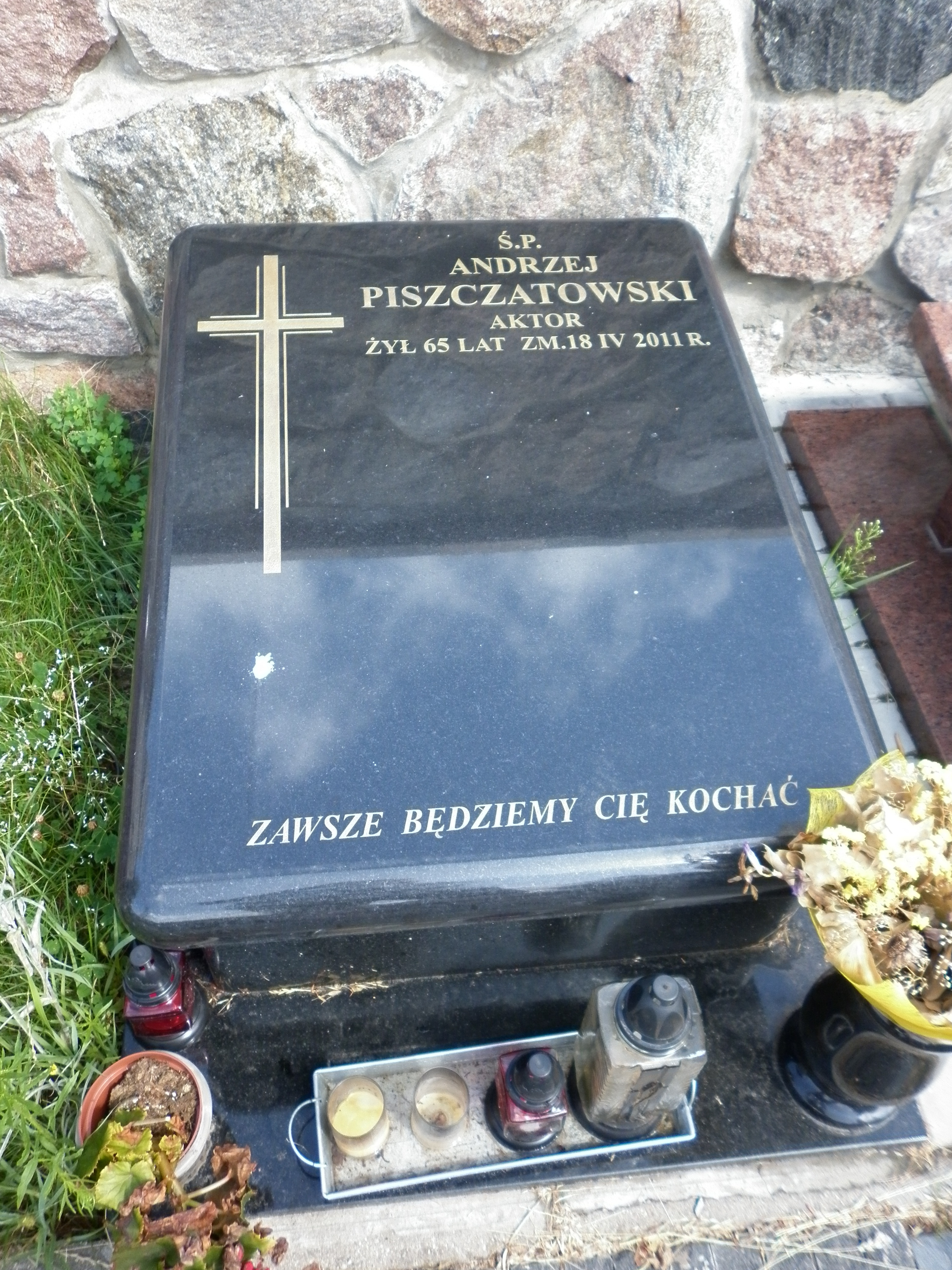
Grób Andrzeja Piszczatowskiego na starym cmentarzu na Służewie

W latach 1968–1974 występował w Teatrze Wybrzeże w Gdańsku. W 1968 ukończył studia w Państwowej Wyższej Szkole Teatralnej im. Aleksandra Zelwerowicza w Warszawie. Od 1975 był aktorem Teatru Powszechnego w Warszawie.
W czasie stanu wojennego był współtwórcą niezależnego Teatru Domowego. Od połowy lat 90. XX w. parał się reżyserią radiową, był autorem kilkudziesięciu słuchowisk.
Zmarł 18 kwietnia 2011 w Warszawie i został pochowany na starym cmentarzu na Służewie, przy kościele św. Katarzyny.

## Filmografia
- 1967: To jest twój nowy syn
- 1968: Gra
- 1968: Molo
- 1968: Przekładaniec
- 1969: Podróżni jak inni
- 1970: Krajobraz po bitwie
- 1970: Martwa fala
- 1972: Tajemnica wielkiego Krzysztofa
- 1976: Motylem jestem, czyli romans 40-latka
- 1976: Trędowata
- 1977: Polskie drogi
- 1977: Zezem
- 1978: Dorota
- 1979: Doktor Murek
- 1981: Najdłuższa wojna nowoczesnej Europy – ks. Stablewski (odc. 8-10)
- 1982: Życie Kamila Kuranta
- 1983: Alternatywy 4
- 1985: Temida
- 1986: Weryfikacja
- 1986: Zmiennicy
- 1988: Chichot Pana Boga
- 1988: Crimen – Żurakowski (odc. 1, 3 i 4)
- 1988: Królewskie sny – wysłannik cesarza (odc. 4 i 6)
- 1989: Po upadku. Sceny z życia nomenklatury
- 1989: Sceny nocne
- 1990: Prominent
- 1990: Marie Curie. Une femme honorable
- 1991: Cynga
- 1991: Pogranicze w ogniu – dziennikarz rozmawiający z Burskim (odc. 14)
- 1991: Przeklęta Ameryka
- 1992: Wszystko co najważniejsze...
- 1992: Le violeur impuni
- 1993: Do widzenia wczoraj. Dwie krótkie komedie o zmianie systemu
- 1993: To musisz być ty
- 1993: Les Nouveaux Exploits D’Arsène Lupin
- 1994: Zespół adwokacki
- 1995: Młode wilki
- 1995: Sukces...
- 1997: Boża podszewka
- 1997–2009: Klan
- 1999: Ostatnia misja
- 1999: Pierwszy milion
- 2000–2001: Miasteczko
- 2000: Miodowe lata
- 2001: Kocham Klarę
- 2001: Marszałek Piłsudski – przewodniczący obrad zjazdu PPS
- 2002: Plebania
- 2003: Męskie-żeńskie – mecenas Jarema Zawisza Potucki
- 2003–2009: Na Wspólnej
- 2003: Plebania
- 2004: Oficer – chirurg operujący Juniora (odc. 5)
- 2004: Pensjonat pod Różą
- 2004–2009: Pierwsza miłość
- 2005: Egzamin z życia
- 2006: Na dobre i na złe
- 2007: Dwie strony medalu
- 2007: M jak miłość
- 2007: Odwróceni – mecenas Turowski (odc. 13)
- 2007: Ryś – Wicehrabia
- 2008: Doręczyciel
- 2008: Niania
- 2008: Bojkot

### Dubbing
- 1982: Przygody Myszki Miki i Kaczora Donalda
- 1987–1990: Kacze opowieści – Yeti (45)
- 1994–1998: Spider-Man – Keene Marlow / The Destroyer
- 1996: 101 dalmatyńczyków – Fryderyk
- 1996–1997: Incredible Hulk
- 1998–1999: Szalony Jack, pirat –
  - Śnieżny Sułtan (odc. 8a),
  - Kamerdyner Stuey (odc. 10b),
  - Burmistrz (odc. 13a)
- 1999: Podróż do źródeł świadomości
- 1999: Król sokołów – Donat
- 1999: Stalowy gigant – Generał Rogard
- 2000: 102 dalmatyńczyki – Doktor Pawłow
- 2006: Eragon – Garrow
- 2007: Przygody Sary Jane – Martin Trueman (odc. 16-17)
- 2007: Ben 10: Wyścig z czasem – Dziadek
- 2007: Złoty kompas – Iorek Byrnison

### Koncerty
- 2010: II Koncert Niepodległości „Gaude Mater Polonia” w Muzeum Powstania Warszawskiego – narrator

## Odznaczenia i nagrody
- Krzyż Oficerski Orderu Odrodzenia Polski (2007)
- Srebrny Medal „Zasłużony Kulturze Gloria Artis” (2007)[1]
- Grand Prix na V Festiwalu Teatru Polskiego Radia i Teatru Telewizji Polskiej „Dwa Teatry” w Sopocie za adaptację i reż. słuchowiska Saksofon basowy Josefa Skvorecky’ego oraz honorowe wyróżnienie dla słuchowiska Ulica sieroca Mieczysława Abramowicza (2005)
- Grand Prix na VIII Festiwalu Teatru Polskiego Radia i Teatru Telewizji Polskiej „Dwa Teatry” dla słuchowiska Stare wiedźmy (2008)